# Quarta cúpula do BRICS
A cúpula dos BRICS de 2012(pt-BR) ou cimeira BRICS 2012(pt-PT?) foi a quarta versão do evento anual, uma conferência de relações internacionais à qual comparecem os chefes de estado dos cinco países-membros: África do Sul, Brasil, República Popular da China, Índia e Rússia. A cúpula foi realizada no hotel Taj Palace em Nova Deli, a 29 de março de 2012 e começou às 10:00 no horário oficial indiano. Foi a primeira vez que a Índia hospedou a cúpula dos BRICS. O tema do evento foi "A Parceria dos BRICS para a Estabilidade Global, Segurança e Prosperidade". A cúpula teve diversas discussões entre os chefes de estado sobre questões políticas, incluindo a economia global, o terrorismo e a segurança energética.

## Preparação

### Logo
As preparações para a conferência começaram com o anúncio do Ministério de Relações Exteriores da Índia sobre a competição para escolha do logotipo oficial da conferência. O logotipo deveria "mostrar a essência do grupo de países do grupo, que têm recebido atenção sem precedentes nos últimos anos e que agora ocupa um espaço proeminente na política global e no cenário econômico." Um júri anunciou o design vencedor em 10 de Fevereiro de 2012, no qual o design de Sonesh Jain, um estudante de arquitetura do Instituto Indiano de Tecnologia Roorkee. O logotipo é a representação simbólica de um pavão com "cores sugerindo ressurgimento e renovação".

### Segurança
Organizar a conferência envolveu planejamento elaborado de segurança na cidade. 2.000 policiais e soldados da guarda nacional foram colocados pela cidade, com ênfase na avenida da conferência. A segurança da avenida envolveu planejamento da polícia e oficiais das embaixadas dos países participantes e envolveu inspeção corporal e deteção de metais. Para garantir a segurança das delegações participantes, os andares acima e abaixo dos andares ocupados foram desocupados. O hotel inteiro foi usado para conferência e convidados foram redirecionados para outros hotéis.

## Eventos pré-conferência
Entre 4 e 6 de março de 2012, a organização Observer Research Foundation conduziu o quarto fórum acadêmico do BRICS que envolveu a participação de aproximadamente 60 educadores dos 5 países. O fórum foi realizado para gerar ideias e propostas, as quais seriam apresentadas aos líderes dos países participantes para consideração futura. Ao final do fórum, 18 recomendações foram postas para aumentar a eficácia do grupo. Um fórum empresarial do BRICS, organizado pela Federação da Câmara Indiana de Comercio e Industria, Confederação da Industria Indiana e a Associação de Câmaras da Indústria da Índia.

## Líderes
Os chefes de Estado/chefes de Governo dos cinco países participaram na cúpula.

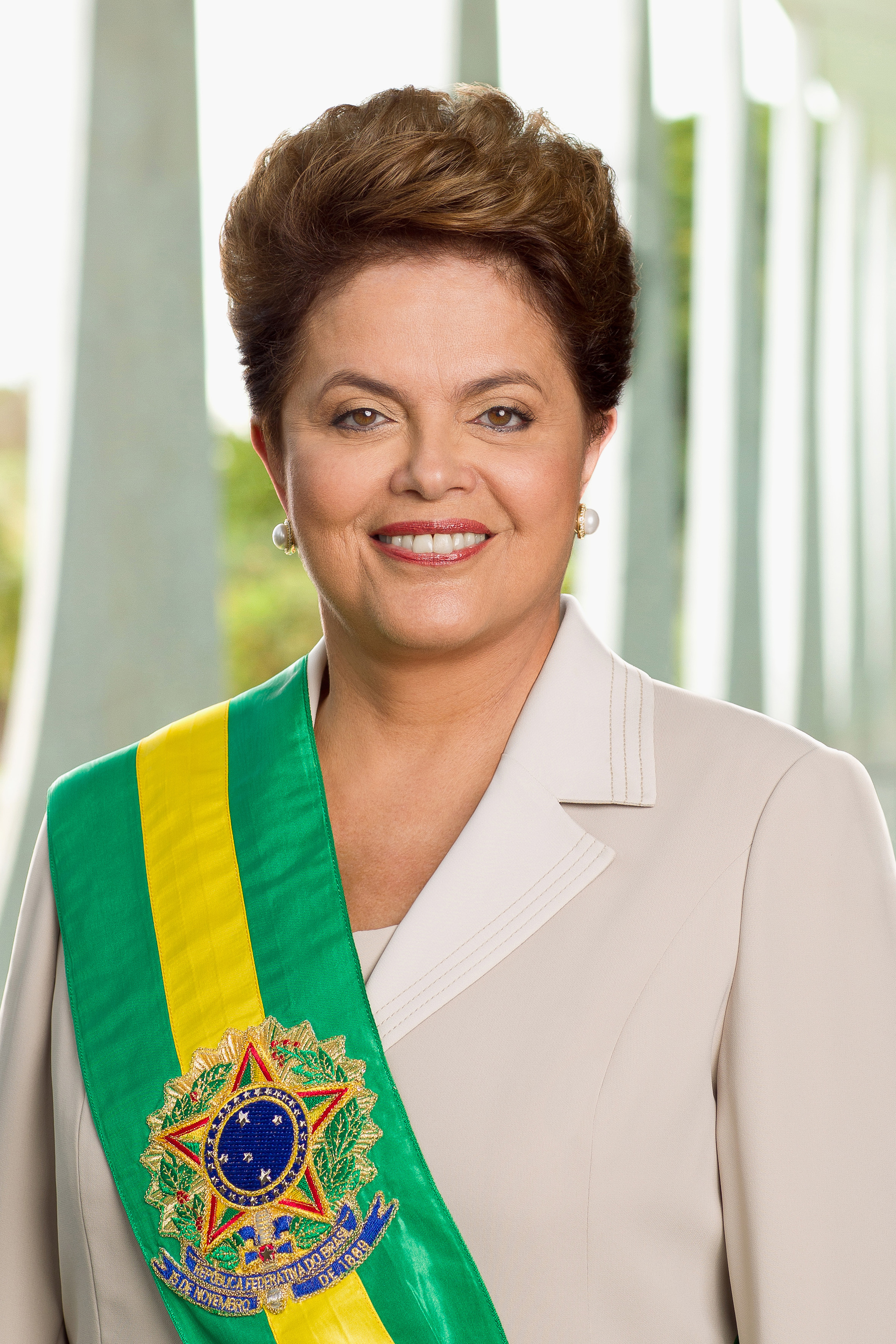
Dilma Rousseff, Presidente do Brasil.
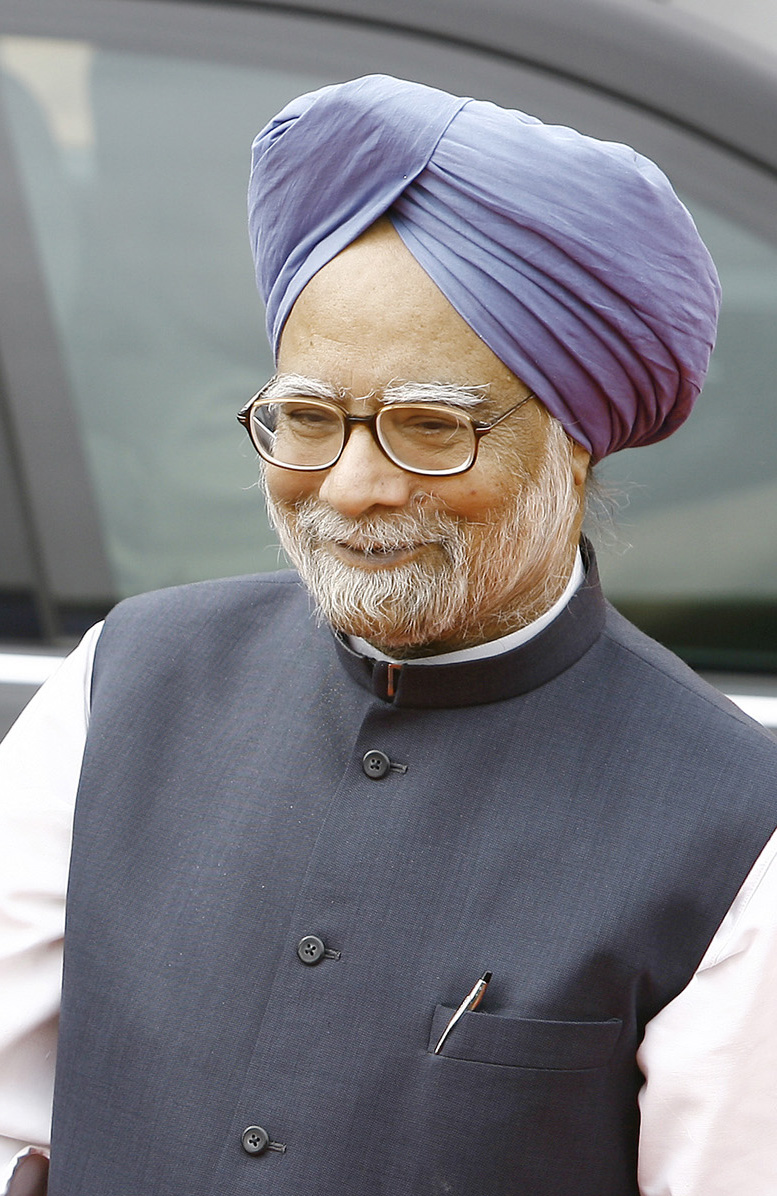
Manmohan Singh, Primeiro-ministro da Índia (anfitrião).
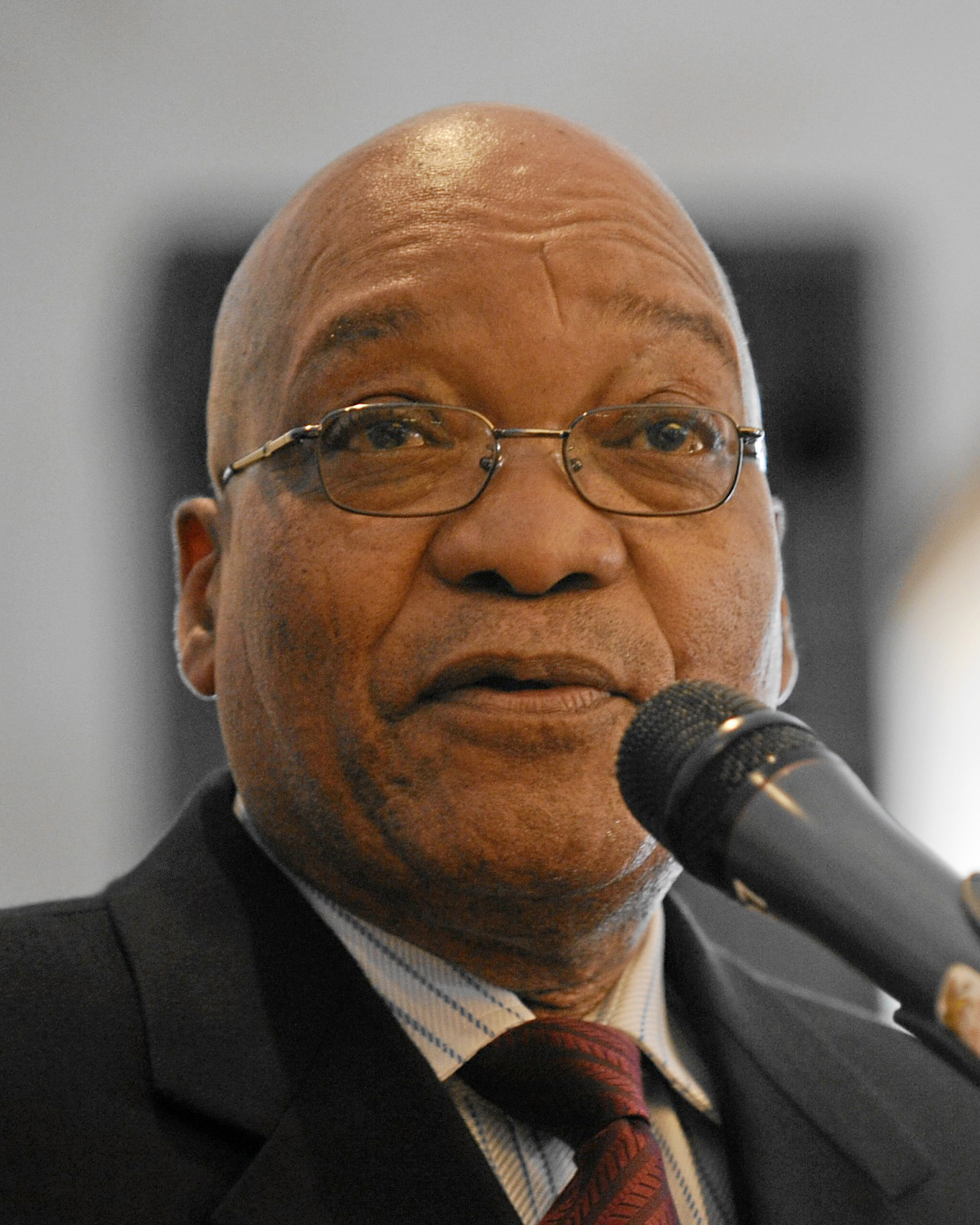
Jacob Zuma, Presidente da África do Sul.
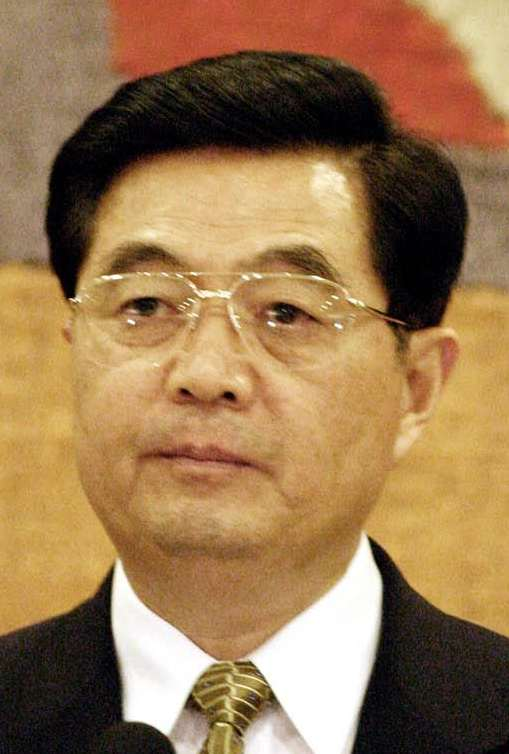
Hu Jintao, Presidente da China.
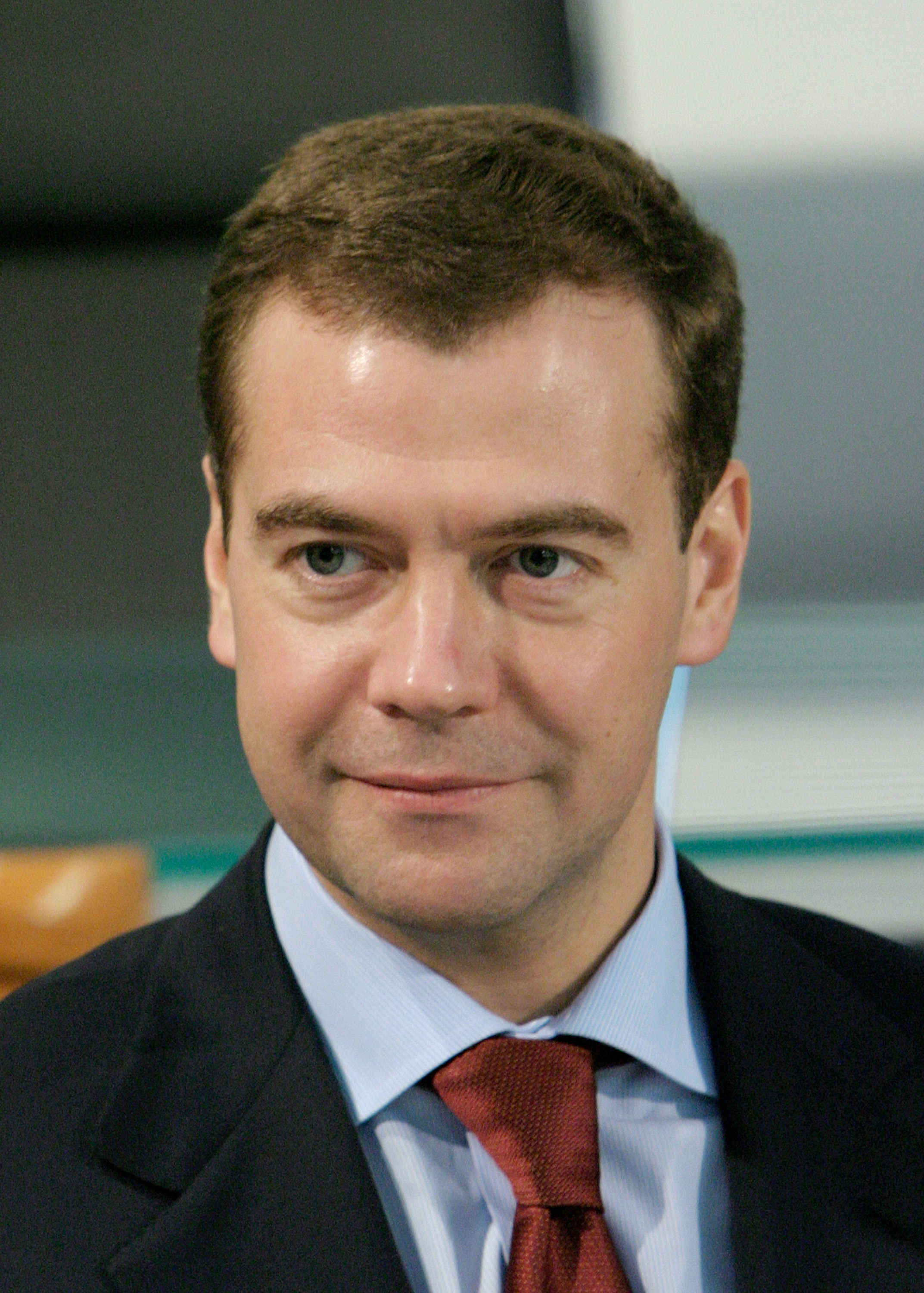
Dmitri Medvedev, Presidente da Rússia.

Hu chegou a Nova Deli em 28 de março juntamente com uma delegação de ministros que incluía o chanceler Yang Jiechi, conselheiro de Estado Dai Bingguo, bem como executivos de negócios. A delegação de Zuma incluiu o Ministro do Comércio e Indústria, Rob Davies, e executivos. Todos os cinco ministros do comércio estavam presentes também.

## Questões gerais

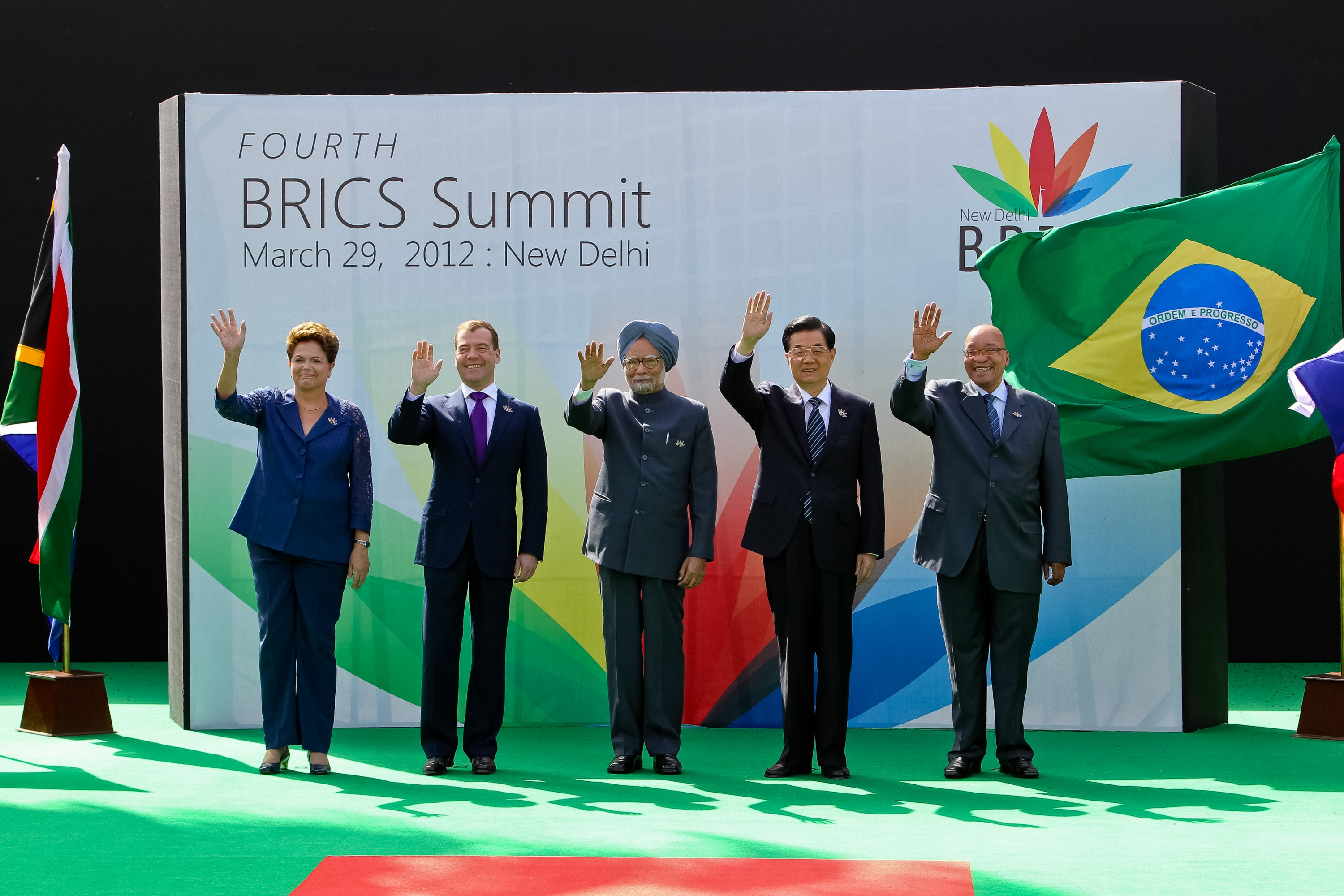
Chefes de Estado dos países do BRICS na conferência de 2012.

### Banco de Desenvolvimento
A principal questão da conferência era a criação de um banco de desenvolvimento.  A ideia de criar o banco foi sugerida pela Índia, como uma forma de firmar o poder do grupo e aumentar sua influência na tomada de decisões em assuntos internacionais. Sudhir Vyas, um oficial indiano disse que "a ideia de um banco dos BRICS já estava sendo cogitada a algum tempo". O analista John Mashaka chamou a ideia da Índia de "muito atrasada", e disse que "construir um banco era uma forma de deixar o Banco Mundial dominado pelo ocidente e o FMI de fora." Yuhua Xiao, uma professora assistente no Instituto Chinês de Estudos Africanos, observou que a criação de um banco mostra sinais de crescimento auto-afirmativo e independência interna entre economias em desenvolvimento. A Drª Alexandra Arkhangelskaya observou que criar tal banco "mudaria efetivamente o peso da força econômica" para o oriente. 
Os objetivos do banco incluiriam: investir em projetos sobre desenvolvimento e infraestrutura em países em desenvolvimento e subdesenvolvidos; fazer empréstimos, a longo prazo, durante crises financeiras globais, como a crise do euro; e fornecer débito conversível, que pode ser comprado pelos bancos centrais dos estados-membros e assim agir como uma incubadora para compartilhamento de riscos. O especialista Alexander Appopkin apontou que tal "Banco dos Brics" não precisaria de investimento considerável de capital para ser implementado.
Especialistas econômicos preveem vários efeitos benefícios de tal banco. Tal banco permitiria implementações bem sucedidas de projetos de desenvolvimento regionais, com aumento de eficiência e transparência. Appopkin declarou que a "China seria o maior beneficiado"; reciprocamente, Albert Khamatshin sentiu que a África do Sul seria o mais beneficiado pelo banco. Arkhangelskaya disse que o banco seria bastante beneficiante para países fora do BRICS. O Ministro do Comércio do Brasil Fernando Pimentel disse que o banco "seria uma ferramenta bastante poderosa para melhorar oportunidades de negócios, e também um passo significativo para ajudar a União Europeia a superar sua crise financeira.
Contudo, foi de comum acordo entre os países membros que montar um instituição não seria fácil. Appopkin foi cauteloso, dizendo que tal banco seria eficiente somente se "fosse permitida a tomada de decisões em projetos de financiamento independente dos governos, ou pelo menos espaço para operar em desenvolvimento a longo prazo." Xiao comentou que criar o banco exigiria um conjunto diferente de cooperação. Mashaka disse que a ideia tinha "um longo caminho pela frente" em termos de implementação, deixando claro que haveria vários problemas tais como contribuição de cada nação em relação a criação do banco, o papel de cada país e a importância individual das nações dentro do mesmo. Arkhangelskya disse que a criação do banco seria difícil: "Os BRICS têm diferentes pesos econômicos, e achar o equilíbrio certo para evitar um ou muitos membros dominantes pode ser um desafio." Alguns especialistas chamaram atenção para possibilidade de marginalização da China, e também para o fato de que a China exigiria presidência permanente da instituição, com a possibilidade da Índia e da Rússia exigindo o mesmo. O mercado africano poderia também ser explorado pela China através do banco.

## Conclusões

### Instituições financeiras
Todos os cinco países sentiram a urgência de implementar a Reforma de Cota e Governança antes da reunião anual do Banco Mundial. Os países também querem uma revisão compreensível da formula da cota para refletir pesos econômicos e melhorar a voz e representação de mercados emergentes e países em desenvolvimento até janeiro de 2013.
Todos os cinco países também pediram pela candidatura de países em desenvolvimento para a presidência do Banco Mundial reiterando que chefes do IMF e Banco Mundial deveriam ser selecionados através de um processo aberto e baseado em mérito. O aviso veio semanas antes da eleição presidencial do Banco Mundial que pela primeira vez teve candidatos que não eram dos Estados Unidos. O presidente da República Popular da China, Hu Jintao, disse: "Nós estamos comprometidos em dar um passo adiante com outros países em reforma da governança econômica global e aumento da representação de países em desenvolvimento.", o primeiro-ministro da Índia Manmohan Singh em adição disse que: "enquanto algum progresso foi feito em instituições financeiras internacionais, há uma falta de movimento no lado político. O BRICS deveria falar com uma voz em assuntos importantes como as reformas no conselho de segurança da ONU".

### Comércio e moeda
Para promover comércio em moedas locais, o países do BRICS assinaram o acordo de facilidade de extensão de crédito em moeda local e carta multilateral e confirmação de facilidade crédito para substituir o dólar americano como unidade principal de troca entre eles. Os ministros da fazenda também disseram que a aproximação comercial dentro do BRICS ajudaria como um antidoto contra a crise europeia. Os ministros também falaram sobre uma força coletiva para combater as crises Europeia e Americana. No fórum empresarial do BRICS, o ministro da industria e comércio da Índia Anand Sharma disse que "a adversidade da crise financeira está sendo sentida por todos. Há a necessidade de trabalhar para superar esse problema." O ministro da China Chen Deming em adição disse que ambos os problemas econômicos estavam afetando todos estados e afetado as exportações chinesas: "Eu estou certo de que elas melhorarão. Há uma necessidade de prevenir que a crise da Europa rapidamente antes que piore. Têm havido uma queda na demanda de mercados europeus. Apesar disso nós temos que manter um nível alto de crescimento." O ministro de desenvolvimento econômico e comércio da Rússia Elvira Nabioullina em adição disse que "o mundo precisa parar de acumular riscos. Há uma necessidade de trabalhar em conjunto."
Para trazer as economias do BRICS mais perto umas das outras, todos os membros concordaram em lançar um processo de comparação do desempenho permitindo investidores em um país do BRICS apostar na performance de mercado de ações nos outros quatro países membros sem moeda de risco. Os índices vão ser cruzados/listados em mercados de ações como sendo do BRICS a partir de 30 de março.

### Problemas da política externa
Todos os 5 países do bloco pediram a comunidade internacional para continuar desenvolvendo projetos no Afeganistão por 10 anos após a saída da maioria das tropas do ISAF até o fim de 2014.
Também condenaram as táticas de pressão do Ocidente no Irã para fazer outros países aderirem a suas restrições  que diálogo por si só resolveria a questão nuclear. O grupo também afirmou que a revolução na Síria poderia ser resolvida através de diálogo também. Eles se mostraram contra qualquer intervenção militar na Síria pelo Ocidente ou Israel no Irã. Eles alertaram para o fato de que uma guerra com o Irã teria "consequências desastrosas". O Ministro do Comércio da China Chen Deming disse que "o aumento do preço do óleo teve impacto em todo o mundo. Ao problema no Irã se tornou um problema de todos. Nós precisamos continuar com relações estáveis com o Irã, mas, ao mesmo tempo, nós respeitamos a resolução da ONU. Nós esperamos que o movimento unilateral de um país não afete outros países."